# Zaclys sarissa
Zaclys sarissa är en snäckart som först beskrevs av R. Murdoch 1905.  Zaclys sarissa ingår i släktet Zaclys och familjen Cerithiopsidae. Inga underarter finns listade i Catalogue of Life.